# 염부나무

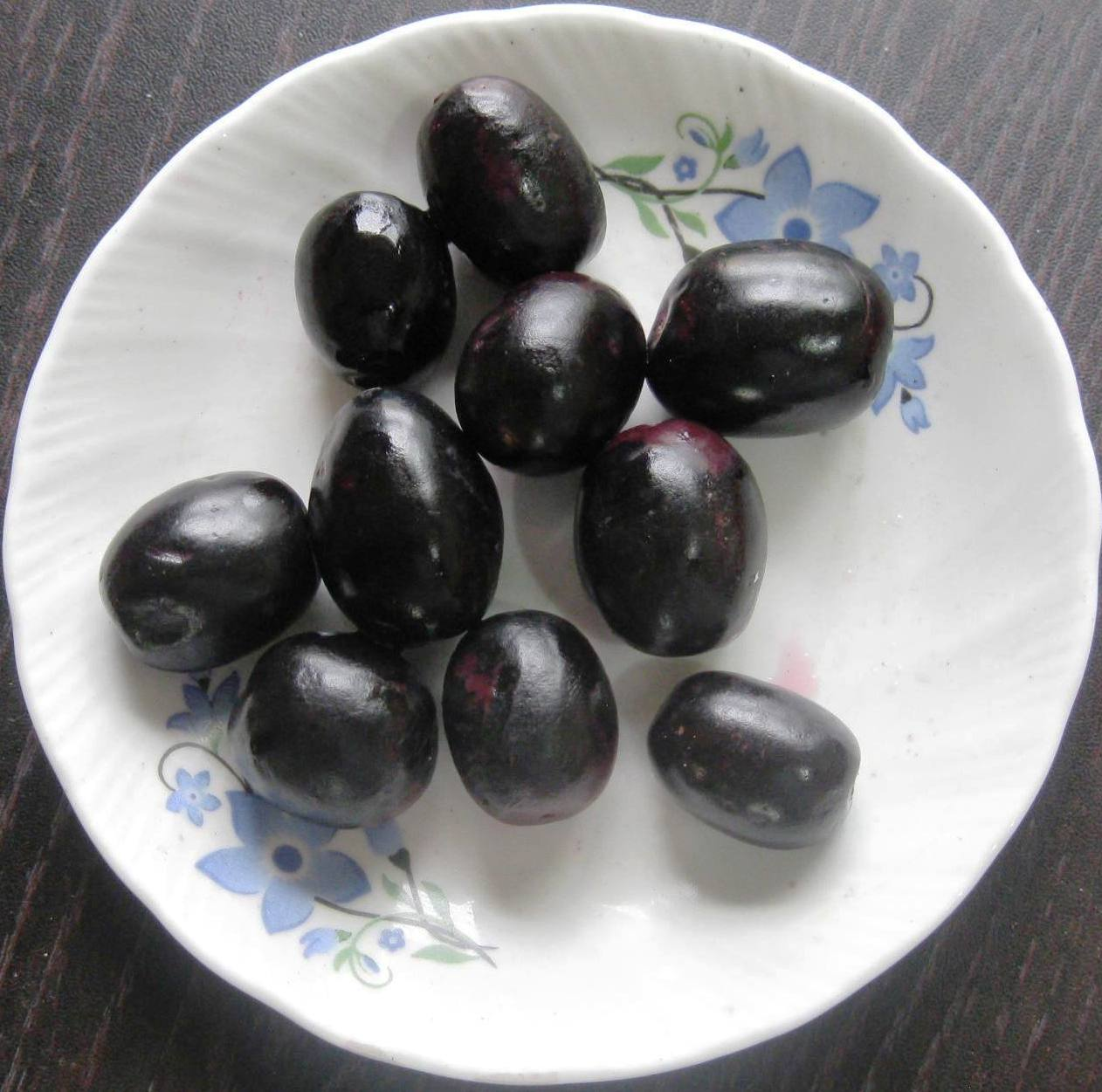
염부나무

염부나무(閻浮--, 학명: Syzygium cumini 시지기움 쿠미니[*])는 도금양과의 과일 나무이다. 염부수(閻浮樹), 염부(閻浮), 잠부(산스크리트어: जम्बू), 자문(힌디어: जामुन) 등으로도 부른다. 불교에서는 염부나무가 염부제의 북쪽에 있는 큰 나무로 여겨진다.

## 분포
아시아, 아프리카, 오세아니아, 태평양, 북아메리카, 남아메리카에 분포한다. 동남아시아(말레이시아, 인도네시아, 중국 남부), 남아시아(네팔, 부탄, 스리랑카, 인도), 동아프리카(우간다, 케냐, 탄자니아)가 원산지이다.

## 사진 갤러리

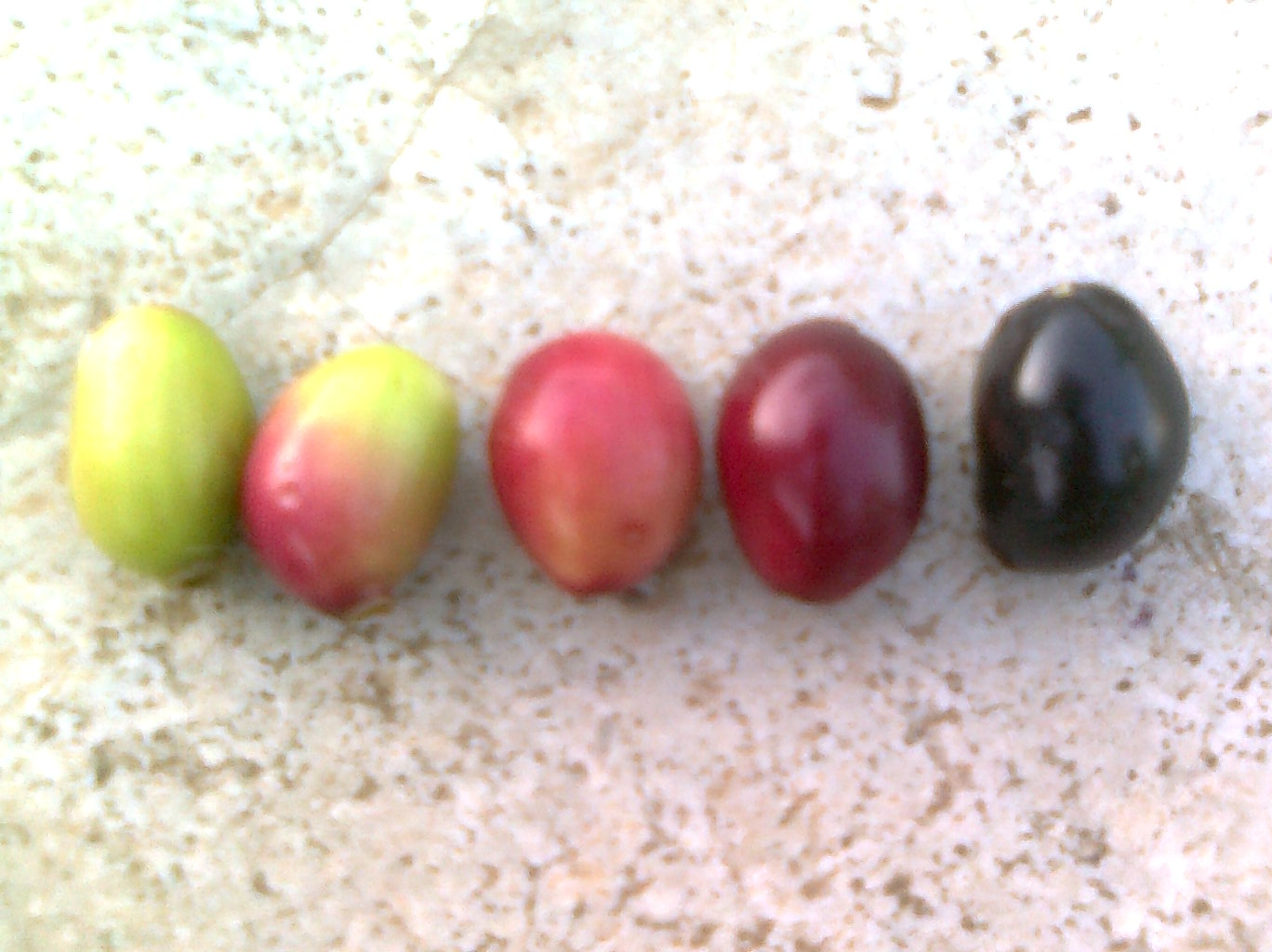
자문 열매 (풋열매부터 익은 것까지)
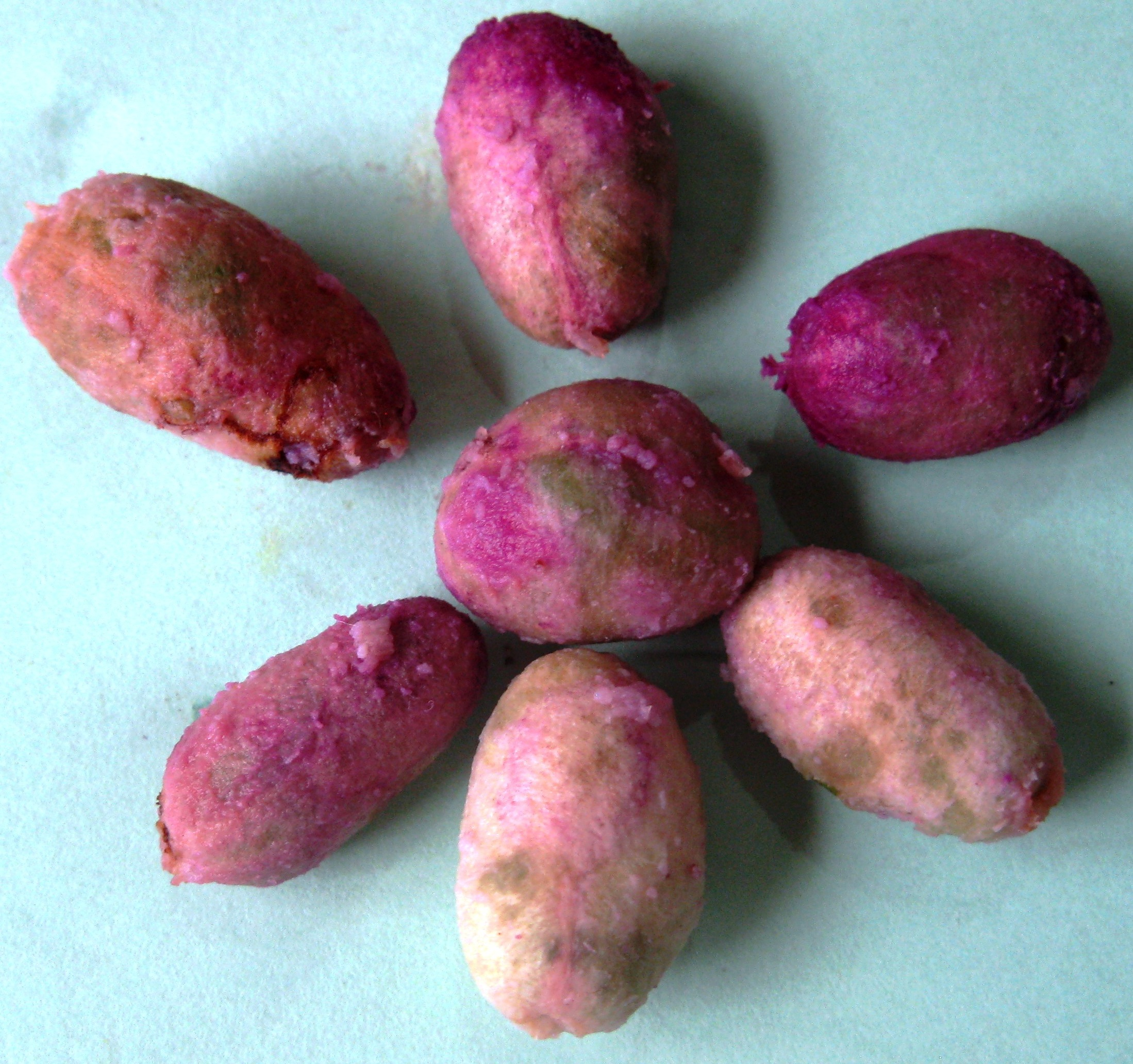
염부나무 씨앗